# Money Can't Buy
Money Can't Buy —en español: El dinero no puede comprar(lo) —fue único concierto de la cantante Kylie Minogue con el apoyo de su álbum de estudio Body Language, presentado en el Hammersmith Apollo en Londres, Inglaterra. Después fue editado para DVD bajo el nombre de "Body Language Live". Este evento costó 1 millón de libras entre el diseño del escenario y los boletos que se les regalaron a concursantes en todo el Reino Unido. Ningún boleto fue vendido para ésta presentación.
El show contiene trece canciones, incluyendo el primer sencillo de Body Language "Slow", seis canciones del álbum, y los éxitos "In Your Eyes", "Love at First Sight" y "Can't Get You Out of My Head". Los segmentos del show son: 'Paris By Night', 'Bardello', 'Electro' y 'On Yer Bike'.

## Repertorio
Act 1: Paris By Night
- Still Standing
- Red Blooded Woman
- On a Night Like This

Act 2: Bardello
- Je t'aime/Breathe
- After Dark
- Chocolate

Act 3: Electro
- Can't Get You Out of My Head
- Slow
- Obsession
- In Your Eyes

Act 4: On Yer Bike
- Secret (Take You Home)
- Spinning Around
- Love at First Sight

## E.P.
La venta ilimitada de un E.P de 3 canciones fue registrado en Target Store. El disco fue lanzado el 10 de febrero de 2004 y fue vendido gratis junto a Body Language.

### Lista de canciones
- "Can't Get You Out of My Head" (Live) - 7:04
- "Slow" (Live) - 3:22
- "Red Blooded Woman" (Live) - 4:18

## Body Language Live
El DVD fue lanzado bajo el nombre de "Body Language Live" e incluye buen material adicional. Incluye un breve documental sobre el detrás de cámaras del álbum y el concierto, los videos promocionales de Slow, Red Blooded Woman y Chocolate, una foto galería y multi-ángulos de las cámaras durante la presentación de Slow y Chocolate. También contiene la PC ROM section con wallpapers, protectores de pantalla y un weblink a la página oficial de Kylie.
El DVD logró el número dos en el DVD-Chart Mexicano vendiendo 10,000 copies consiguiendo disco de oro, se vendieron alrededor de 5,000 copies en Brasil y quedó en el número 64 del los álbumes en Alemania.
- Datos: Q1766979
- Multimedia: Money Can't Buy / Q1766979